# Берёзовка (Марьяновский район)
Березо́вка — деревня в Марьяновском районе Омской области России, в составе Орловского сельского поселения.
Население — 456 (2010)

## Физико-географическая характеристика
Березовка находится в лесостепи в пределах Ишимской равнины, являющейся частью Западно-Сибирской равнины. Отдельные участки прилегающей местности заболочены. В окрестностях населённого пункта распространены лугово-чернозёмные солонцеватые и солончаковые почвы.
По автомобильным дорогам расстояние до областного центра города Омск составляет 57 км, до районного центра рабочего посёлка Марьяновка — 13 км.
Часовой пояс
Березовка,как и вся Омская область находится в часовой зоне МСК+3. Смещение применяемого времени относительно UTC составляет +6:00.

## Население
| 1970 | 1979 | 1989 | 2010 |
| ---- | ---- | ---- | ---- |
| 342  | ↘320 | ↗340 | ↗456 |

В 1989 году немцы составляли 71 % населения деревни, сейчас этот показатель немного снизился, а именно стал примерно 60%, но всеравно является подавляющим, среди других наций, проживающих в этом месте.